# 漆书

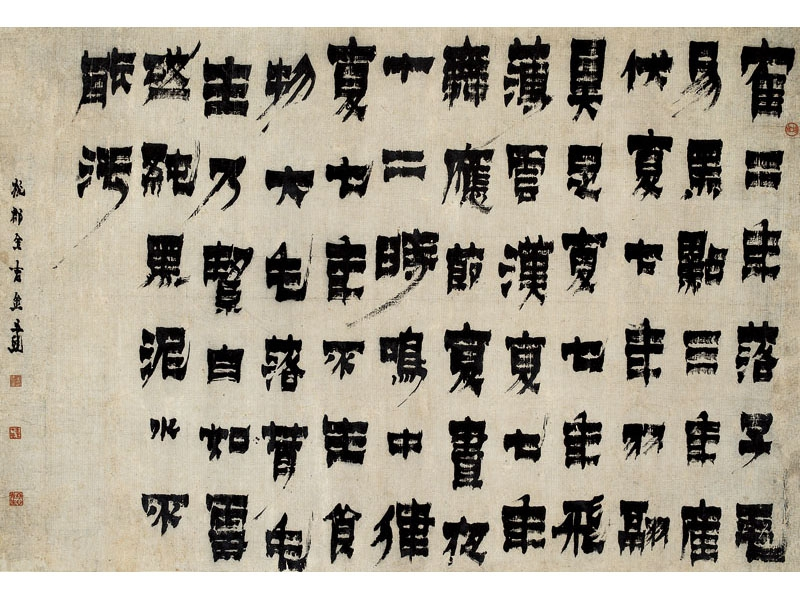
金农漆书

漆书是由清朝著名书法家金农创造的一种书体。 其字体吸收了隶书和楷书的特点，形成了一种独特的字体。其字形独特，需要用像刷子一样的扁笔（另一说是直接将毛笔截毫）来书写。
“漆书”这个词的来源：“画不能行，故头粗尾细，似其形耳。”二是宋代大书法家米芾在评自己书法时说：“臣书刷字。”可知“漆书”是指一种特殊的用笔用墨方法。金农写漆书所用的墨是自选墨烟所造的“五百斤油”。“金农墨”浓厚似漆，“谛视之，纸墨相接之处仿佛有毛，幽光徐漾”，写出的字凸于纸面，稍一触指即为墨染。所用毛笔，是“截取毫端”，平扁如刷，蘸以浓墨，行笔只折不转，如漆刷之运作。这种方法写出的字看似粗俗简单，无章法笔意可言，其实是大处着眼，剔除细节，直取磅礴气韵。那险峻雄奇的构局，浑朴钝拙的金石趣，都融合在黑、厚、重、凝的格调之中。金农的隶书早年是“墨守汉人绳墨”的，风格规整，笔划沉厚朴实，其笔划未送到而收锋，结构严密，多内敛之势，而少外拓之姿，具有朴素简洁风格，但是到了五十岁既负盛名之后，有意“骇俗”，他独创一种“渴笔八分”，融汉隶和魏楷于一体，这种被人称之为“漆书”的新书体，笔划方正，棱角分明，横划粗重而竖划纤细，墨色乌黑光亮，犹如漆成，这是其大胆创新、自辟蹊径的标志。

## 筆畫特色
一般書寫漆書時，通常習慣省略一些筆畫。
- 橫畫：書寫時較粗，筆鋒側鋒橫而不彎的書寫。

- 豎畫：書寫時較細，筆鋒直而不彎的書寫，但有時為了誇大凸顯，會寫成撇畫或是彎畫，例如彳。

- 撇畫：書寫時較細，且常故意寫出字的整體外，字的主筆常為「撇」，有時為了誇大凸顯，會寫很長，帶點彎。

- 捺畫：書寫時比撇畫粗，但比橫畫細，有時寫起來會帶一點彎曲，但非常不明顯。

- 點畫：書寫時要以隸書筆畫來看，若隸書的點畫寫的較橫，則書寫漆書時，以短橫畫書寫，例如氵部；若隸書字體較為直，書寫時則以短豎畫書寫，例如宀的點畫；若為「長點」，書寫時則以捺畫書寫。

- 挑畫：漆書較無此筆畫，通常以橫、豎、點等形式出現。

- 鈎畫：漆書較無此筆畫，通常會略，例如木；偶爾會寫出，例如戈；若豎鉤筆畫，有時為了誇大凸顯，會寫成撇畫或是彎畫，例如丁、可。

- 彎畫：書寫時較豎畫相近，甚至一些字會直接寫成豎畫或其他方式。